# Chinatown (MBTA-Station)
Chinatown ist der Name einer U-Bahn-Station der Massachusetts Bay Transportation Authority (MBTA) in Boston im Bundesstaat Massachusetts der Vereinigten Staaten. Sie bietet Zugang zur U-Bahn-Linie Orange Line sowie zur Buslinie Silver Line. Die Station wurde nach dem Stadtteil Chinatown benannt, der sich in der unmittelbaren Umgebung des U-Bahnhofs befindet.

## Geschichte
Am 30. November 1908 wurde die Station Chinatown als Teil des Washington Street Tunnel (der heutigen Orange Line) eröffnet. Zunächst trugen die Bahnsteige unterschiedliche Stationsbezeichnungen und wurden erst 1967 zu Essex vereinigt. Am 4. Mai 1987 erhielt die Station mit der Eröffnung des Southwest Corridors ihren heutigen Namen Chinatown. Seit dem 20. Juli 2002 wird die Station auch von Bussen der Silver Line angefahren.

## Bahnanlagen

### Gleis-, Signal- und Sicherungsanlagen
Der U-Bahnhof verfügt über insgesamt zwei Gleise, die über zwei Seitenbahnsteige zugänglich sind.

### Gebäude
Der U-Bahnhof befindet sich an der Kreuzung der Straßen Washington Street, Essex Street und Boylston Street. Das Gebäude ist vollständig barrierefrei zugänglich. Im Rahmen des Arts-on-the-Line-Projektes der MBTA wurde in der Station das Kunstwerk „Colors on the Line“ von Toshihiro Katayama installiert, das aus bunten emaillierten Stahlpaneelen besteht.

## Umfeld
An der Station besteht eine Anbindung an eine Buslinie sowie zu den Silver Line-Linien 4 und 5 der MBTA. In unmittelbarer Nähe befinden sich der Washington Street Theatre District und das Emerson College.